# شهاب الدين أحمد (قاضي)
شهاب الدين أحمد (بالبنغالية: শাহাবুদ্দিন আহমেদ)‏ (1 فبراير 1930 - 19 مارس 2022)، هو قاضي، وسياسي، ومحامي من بنغلاديش، والراج البريطاني، وباكستان، هو عضوٌ سياسي مستقل.

## مناصب
تولى منصب رئيس دولة بنغلاديش (9 أكتوبر 1996–14 نوفمبر 2001)
- رئيس دولة بنغلاديش (6 ديسمبر 1990–10 أكتوبر 1991)
- قاضي قضاة بنغلاديش [الإنجليزية]‏.

## التعليم
تعلم في جامعة دكا.